# هانس زیمر
هانس فلوریان زیمِر (آلمانی: Hans Florian Zimmer؛ زادهٔ ۱۲ سپتامبر ۱۹۵۷) آهنگساز موسیقی فیلم و تهیه‌کنندهٔ موسیقی آلمانی است. آثار او به جهت تلفیق اصوات مدرن الکترونیکی با سازهای ارکستر سمفونیک قابل توجه است. زیمر پنج جایزه گرمی، یک جایزهٔ فیلم بفتا و دو جایزه اسکار دریافت کرده است. نام او همچنین در فهرستی از نوابغ زندهٔ جهان که روزنامه دیلی تلگراف در ۲۰۰۷ آن را منتشر کرده بود به چشم می‌خورَد.
زیمر در طول بیش از سه دهه فعالیت هنری، برای بیش از ۱۵۰ فیلم موسیقی متن نوشته است. از آثار او می‌توان به شیرشاه (۱۹۹۴)، شاهزادهٔ مصر (۱۹۹۸)، گلادیاتور (۲۰۰۰)، آخرین سامورایی (۲۰۰۳)، مجموعهٔ دزدان دریایی کارائیب (۲۰۰۳–۲۰۰۷)، سه‌گانهٔ بتمن (شوالیهٔ تاریکی،  بتمن آغاز می‌کند و شوالیهٔ تاریکی برمی‌خیزد) (۲۰۰۵–۲۰۱۲)، رمز داوینچی (۲۰۰۶)، شرلوک هلمز (۲۰۰۹–۲۰۱۱)، تلقین (۲۰۱۰)، شتاب (۲۰۱۳)، در میان ستارگان (۲۰۱۴) و دانکرک (۲۰۱۷) بتمن در برابر سوپر من (۲۰۱۶)، مرد پولادین (۲۰۱۳)، لیگ عدالت (۲۰۱۷)، زن شگفت‌انگیز (۲۰۱۷) و تلماسه (۲۰۲۱) و تلماسه: بخش دو (۲۰۲۴) اشاره کرد.
زیمر قبل از مهاجرت به ایالات متحده، دوران آغازینِ فعالیت خود را در لندن سپری کرد و از دستیاران استنلی مایرز بود. او مسئولیت بخش موسیقی کمپانی فیلم‌سازی دریم‌ورکس را بر عهده داشته و خود نیز مؤسس کمپانی «محصولات نظارت از راه دور» است. آهنگسازان دیگری نیز در این کمپانی مشغول فعالیت سینمایی هستند. وی همچنین در پروژه مسترکلاس به عنوان مدرس موسیقی متن، تدریس می‌کند.

## زندگی شخصی
همسر نخست زیمر، ویکی کارولین بود که در زمینهٔ مدلینگ فعالیت داشته و با او یک دختر دارد. این زوج در سال ۱۹۹۲ طلاق گرفتند. در ۳ آوریل ۲۰۲۰، زیمر از همسر دوم خود، سوزان زیمر، که در سال ۱۹۹۵ با او ازدواج کرد و صاحب سه فرزند شد، درخواست طلاق داد. در ۱۵ ژوئن ۲۰۲۳، زیمر از شریک زندگی خود دینا د لوکا روی صحنه در ورزشگاه او۲ آرنا لندن در یکی از نمایش‌های خود خواستگاری کرد.

## جوایز ستلایت
- ۱۹۹۹: خط باریک سرخ
- ۲۰۰۰: گلادیاتور
- ۲۰۱۰: تلقین